# Плешки (Кировоградская область)
Плешки (укр. Плішки) — село в Александровской поселковой общине Кропивницкого района Кировоградской области Украины.
До 2020 года входило в Александровский район
Население по переписи 2001 года составляло 69 человек. Почтовый индекс — 27341. Телефонный код — 5242. Код КОАТУУ — 3520555401.